# 航空神社 (東京都港区)
航空神社（こうくうじんじゃ）は、東京都港区新橋の航空会館屋上に所在する神社である。

## 歴史
- 1931年（昭和6年）8月1日 - 帝国飛行協会理事会で航空神社創設を決議。
  - 同年11月 - 明治神宮造営残木を拝受し、竣工。
  - 11月7日 - 帝国飛行協会飛行館屋上に於いて新総裁梨本宮守正王参列の下、靖国神社賀茂宮司が斎主となり、盛大な鎮座祭を執行。祭神は航空殉職者325柱、霊爾簿作成。
- 1944年（昭和19年） - 1952年（昭和27年） - 神社祭祀中断。
- 1953年（昭和28年） - 財団法人日本航空協会発足により、航空神社の祭祀復活。
- 1963年（昭和38年） - 崇敬者総代会発足、航空功労者を合祀することとなる。
  - 同年7月 - 羽田航空神社創設に伴う祭神分霊祭を挙行。
- 1974年（昭和49年）9月20日 - 航空神社の神霊を靖国神社境内｢鎮霊社｣に仮奉安のための遷座祭を執行後、仮奉安先の鎮霊社社前で合祀祭および恒例祭挙行。以後1982年まで8年間鎮霊社社前で例祭挙行。祭神、航空殉職者、航空功労者を含め、霊爾簿総数6,367柱
- 1981年（昭和56年）9月 - 靖国神社鎮霊社に於いて航空神社鎮座五十年祭挙行。
- 1982年（昭和57年） - 航空神社に関する祭事が、すべて航空神社奉賛会に移る。航空神社の祭祀が従来の祭神慰霊の神社から航空平安祈願祭の神社へと転換。
- 1983年（昭和58年）8月 - 航空神社奉賛会が主導する募金活動により、航空会館屋上に航空神社新社殿落成。
  - 同年8月25日 - 竣工祭並びに遷座祭挙行。
- 1984年（昭和59年） - 毎月第一火曜日を月次祭の日（一月の新年祭は航空協会仕事始めの日）と定め、従来の9月20日を例大祭の日とし、毎回靖国神社神職の出張奉仕により、毎月航空平安祈願祭を行う新たな奉斎方式を定める。
- 2002年（平成14年） - 1月7日の新年祭と9月20日例大祭のみの奉仕となる。